# خبائة (إب)

تعديل مصدري - تعديل

خبائة هي إحدى قرى عزلة ثواب اعلى بمديرية إب التابعة لمحافظة إب، بلغ تعداد سكانها 636 نسمة حسب تعداد اليمن لعام 2004.